# صموئيل غاردنر وايلدر
صموئيل غاردنر وايلدر هو سياسي أمريكي، ولد في 20 يونيو 1831 في ليومنستر في الولايات المتحدة، وتوفي في 28 يوليو 1888 في هونولولو في الولايات المتحدة.